# Jack Foley
Jack Donovan Foley (Yorkville (Nova York), 12 d'abril de 1891 - Los Angeles, 9 de novembre de 1967) va ser el creador de moltes tècniques d'efectes sonors utilitzades al cinema. Se li atribueix la invenció d'un mètode utilitzat per afegir efectes de so produïts per una acció humana a les pel·lícules, ja siguin passos, moviments de roba o altres accions. Conseqüentment, les persones que participen en aquest procés anomenat efecte de sala o "foley" se'ls anomena artistes sala (foley). El seu paper fonamental en el desenvolupament d'aquest efecte queda registrat al llibre "The Foley Grail", publicat el 2009. En lloc d'utilitzar sons genèrics pregravats, els processos de sala impliquen la creació de sons enregistrats a temps real i sincronitzats amb les produccions individuals per donar-los-hi un toc més realista.
Al 1914 Jack Foley i Beatrice, la seva dona, es van mudar del seu barri natal Coney Island a la ciutat de Santa Monica, Califòrnia, i després a Bishop. Allà, Foley es va posar a treballar en una ferreteria local i es va començar a interessar en el teatre i a escriure articles per a un diari local. Quan els agricultors van vendre les seves terres a la ciutat de Los Angeles degut als drets de l'aigua, Foley es va adonar que necessitarien una nova font d'ingressos.
Ell sabia que a Los Angeles el negoci cinematogràfic estava en plena època d'esplendor, raó per la qual va convèncer a diversos caps dels estudis per filmar les pel·lícules de l'Oest o westerns a la ciutat de Bishop, on també va treballar com a doble de risc. Va participar com a guionista en algunes produccions de la Universal, la qual va començar a preparar una pel·lícula sonora amb Foley i altres voluntaris després de veure l'èxit que va tenir El cantant de jazz (1927) de la Warner Bros. Des d'aleshores, va treballar fent el so de nombroses pel·lícules importants com Melody of Love (Melodia d'amor, 1928), Show Boat (1929), Dracula (1931), Dat Ol' Ribber, Espàrtac (1960), i Operation Petticoat (1959).
Jack Foley, al llarg de la seva vida, va obtenir diversos premis, incloent el premi Golden Reel Award.